# Живкович, Кристиян
Кристиян Живкович (серб. Кристијан Живковић; 21 февраля 1999, Пожаревац, СРЮ) — сербский футболист, полузащитник. В настоящее время выступает за «Войводину».

## Карьера
Родился в гододе Пожаревац. Играть в футбол начал в школе ФК «Войводина». В составе клуба принимал участие в турниках: «Кубок будущих талантов», и «Турнир дружбы» в 2015, став одним из самых эффективных игроков. Также был признан лучшим игроков турнира «Бродарац 2016».
Живкович перешёл во взрослую команду в возрасте 18 лет. 28 июня 2017 года, он подписал свой первых профессиональный контракт на 4 года с «Войводиной». Проведя всё межсезонье с основной командой Живкович дебютировл в основе в матче лиги Европы словацкого клуба «Ружомберок». В сербской суперлиге дебютировал 21 июля в домашней игре с «Чукарички».